# اوسامو دزاکی
اوسامو دزاکی (انگلیسی: Osamu Dezaki؛ ۱۸ نوامبر ۱۹۴۳ – ۱۷ آوریل ۲۰۱۱) کارگردان و فیلم‌نامه‌نویس انیمه اهل ژاپن بود.
از جمله آثار او می‌توان به دورورو، مومین، داستان‌های اندرسن و ماجراهای گامبا اشاره نمود.